# Saison 1 de Mes amis, mes amours, mes emmerdes...
Chronologie
Saison 2
Cet article présente la première saison de la série télévisée Mes amis, mes amours, mes emmerdes..., diffusée sur TF1, du 12 octobre au 26 octobre 2009 et comportant six épisodes, tous réalisés par Sylvie Ayme.

## Distribution

### Acteurs principaux
- Bruno Madinier : Olivier Delaume, chirurgien
- Florence Pernel : Caroline Delaume, dite Caro, travaillant dans l'organisationnel
- Bernard Yerlès : Frédéric Marciani, dit Fred, garagiste
- Élise Tielrooy : Marie Bellot Kleber, avocate
- Anne Charrier : Nathalie Marciani
- Serge Hazanavicius : François Kleber, vétérinaire

### Acteurs récurrents
- Jean Dell : Verny
- Bernard Verley : Jean-Charles, père de Nathalie
- Marie-France Mignal : Gigi, mère de Nathalie
- Julien Frison : Romain, fils de Nathalie, élevé par Fred
- Juliet Lemonnier : Juliette, fille d'Olivier et Caroline
- Morgane Kerhousse : Gloria, fille de François
- Shirley Bousquet : Sonia
- Natalia Dontcheva : Cécile Berlioz, ex-maîtresse d'Olivier
- Benoît Simonpietri : Matthieu, le fils d'Olivier et de Cécile (saisons 1, 2)